# Homestead Steel Works

Teilansicht des Werks (um 1905)

Homestead Steel Works war ein Stahlwerk in Homestead bei Pittsburgh, Pennsylvania. Der Betrieb am Monongahela River produzierte 125 Jahre lang Stahl und wurde durch den „Battle of Homestead“ von 1892 bekannt. Auf dem Höhepunkt des Streiks kamen 10 bis 15 Menschen ums Leben. Das 108 Hektar große Gelände ist heute als The Waterfront ein Einkaufszentrum und Ziel für das Nachtleben.

## Geschichte
Der Bau des Werks wurde 1879 begonnen und die Produktion begann 1881. Zwei Jahre später erwarb Andrew Carnegie die Anlagen und fügte sie 1892 in die Carnegie Steel Company ein. Carnegie führte 1886 den Siemens-Martin-Ofen in Homestead ein. Der hochwertige Stahl eignete sich für Panzerplatten und die US-Marine gehörte bis in die 1950er Jahre zu den bedeutendsten Kunden. Das Roheisen wurde von den sieben Hochöfen der Carrie Furnaces, die 1898 hinzugekauft wurden, mit Pfannenwagen über die „Hot Metal Bridge“ geliefert.

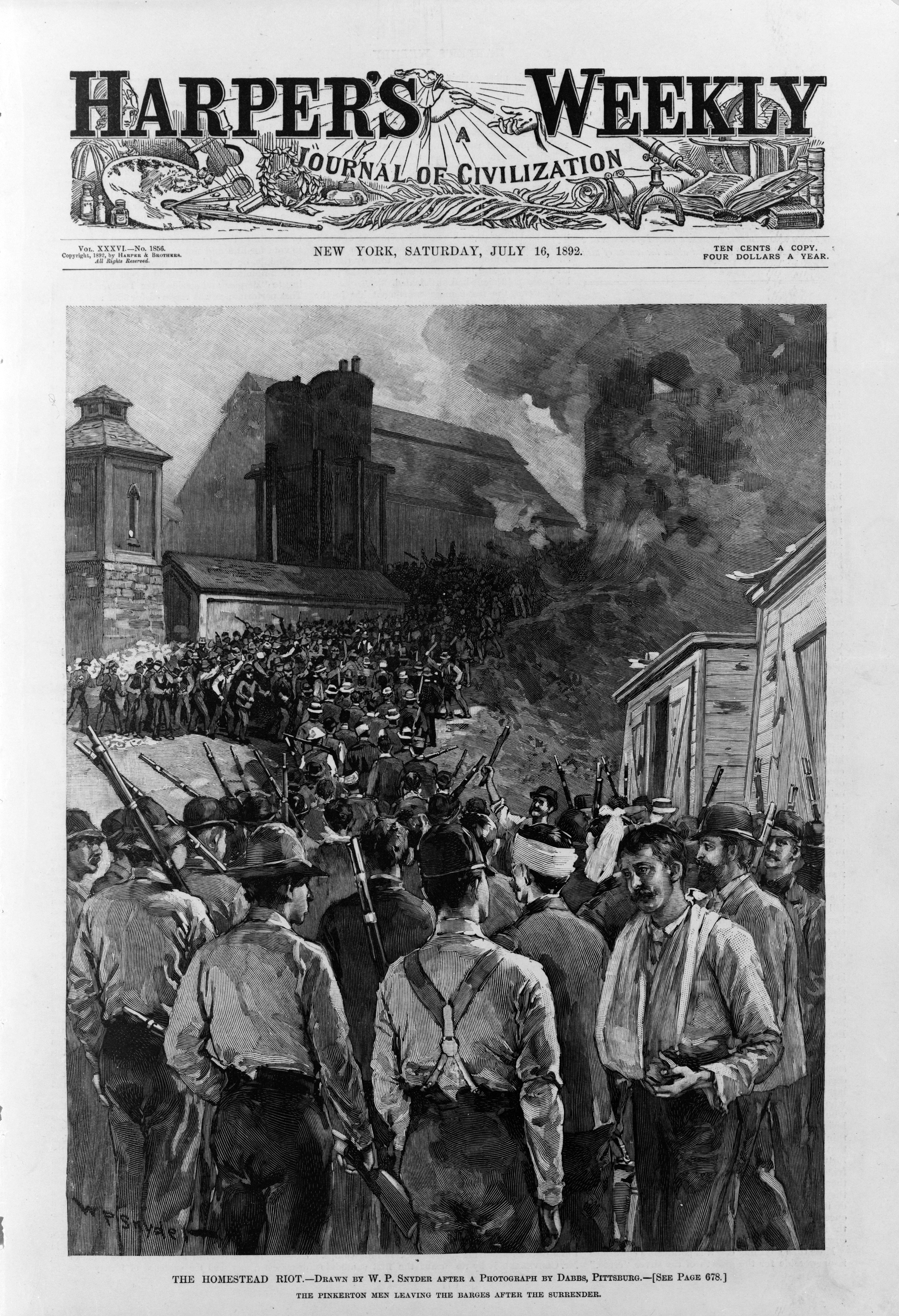
Entwaffnung der Pinkerton-Agenten 1892

Nachdem Carnegies Geschäftspartner Henry Clay Frick 1892 die Löhne senkte, traten die Arbeiter der „Amalgamated Association of Iron and Steel Workers“ (AA) am 30. Juni in den Ausstand. Dieser eskalierte mit Aussperrung und dem Einsatz von Streikbrechern sowie bewaffneten Pinkerton-Agenten. Als diese am 6. Juli vom Fluss aus landen wollten, kam es zum Gefecht mit den Streikenden. Dabei wurden 10 bis 15 Menschen getötet (sieben Arbeiter und drei bis acht Agenten) und etwa 20 bis 50 verletzt. Entwaffnet wurden 324 Agenten, die sich ergeben hatten, von Frauen und Kindern zum Spießrutenlaufen gezwungen. Am 12. Juli setzte der Gouverneur 6000 Mann der Staatsmiliz ein und sechs Tage später wurde der Ort unter Militärjustiz gestellt. Am 23. Juli unternahm der Anarchist Alexander Berkman einen Mordversuch an Frick. Die Miliz zog am 13. Oktober ab und die Gewerkschaft musste am 20. November 1892 den Streik für gescheitert erklären und beenden. – Carnegie verkaufte seine Stahlunternehmen 1901 an US Steel.

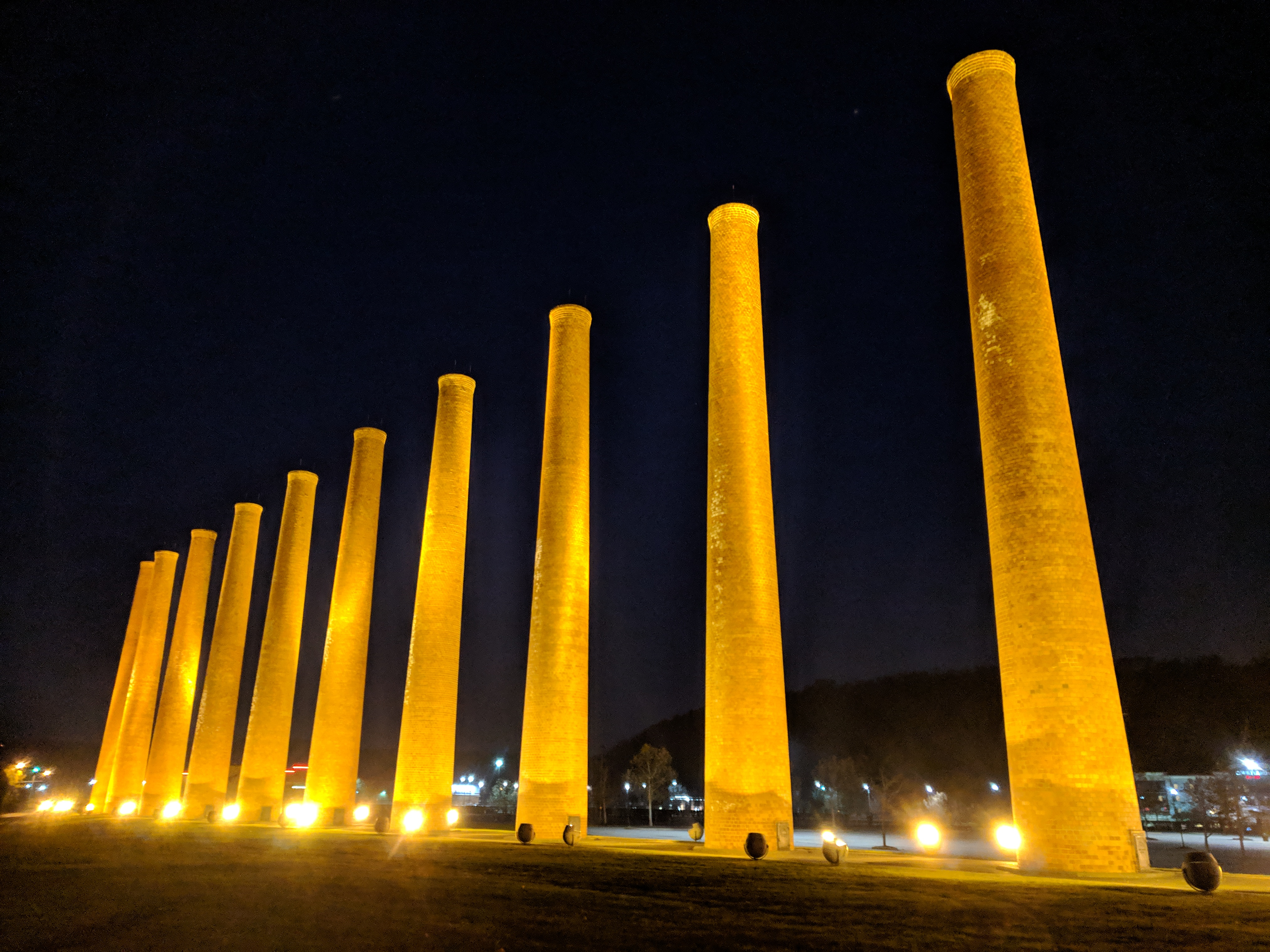
Ehemalige Schornsteine des Werks

Das Stahlwerk wurde 1986 geschlossen. Aus der Industriebrache der „Brownfields“ entstand bis 1999 das Einkaufszentrum The Waterfront mit Kaufhäusern und kleineren Geschäften. Zum Fluss orientierte Restaurants, Bars und ein Kino runden das Angebot ab. Zwölf hohe Schornsteine sind das Wahrzeichen des ehemaligen Stahlwerks in Homestead. Der anschließende Verschiebebahnhof mit 27 Hektar Fläche wurde 1988/1989 zum Wasserpark Sandcastle umgebaut.

## National Heritage AreaRivers of Steel
Das Bost Building, Hauptquartier der Streikenden von 1892, die Carrie Furnaces und die Hot Metal Bridge gehören mit dem Wasserturm der Homestead Steel Works zum National Heritage Area Rivers of Steel.
Für Wanderer und Fahrradfahrer wird das Südufer des Monongahela River über den Great Allegheny Passage Trail an den Eliza Furnace Trail angebunden.